# تریه رولم
تریه رولم (انگلیسی: Terje Rollem؛ ۱۶ سپتامبر ۱۹۱۵ – ۴ آوریل ۱۹۹۳) یک افسر اهل نروژ و افسر سازمان نظامی مقاومت نروژ در زمان اشغال این کشور توسط آلمان نازی بود. شهرت او بیشتر به خاطر دفاع از قلعه آکرشوس از اشغالگران آلمانی در پایان جنگ جهانی دوم است.

## دوران نوجوانی
پدر تریه رولم یک روحانی بنام تئودور جرج مارتینسن و مادرش مارگیت برنر هوگلاند بود. پس از تحصیل در دبیرستان هولت جیمنازیوم دانمارک تحصیلاتش را در علوم و ریاضیات ادامه داد. در سال ۱۹۳۴ تحصیلات اولیه اش را به پایان رساند و به‌عنوان یک افسر وظیفه وارد ارتش نروژ شد.

## نقش رولم در مقاومت نروژ

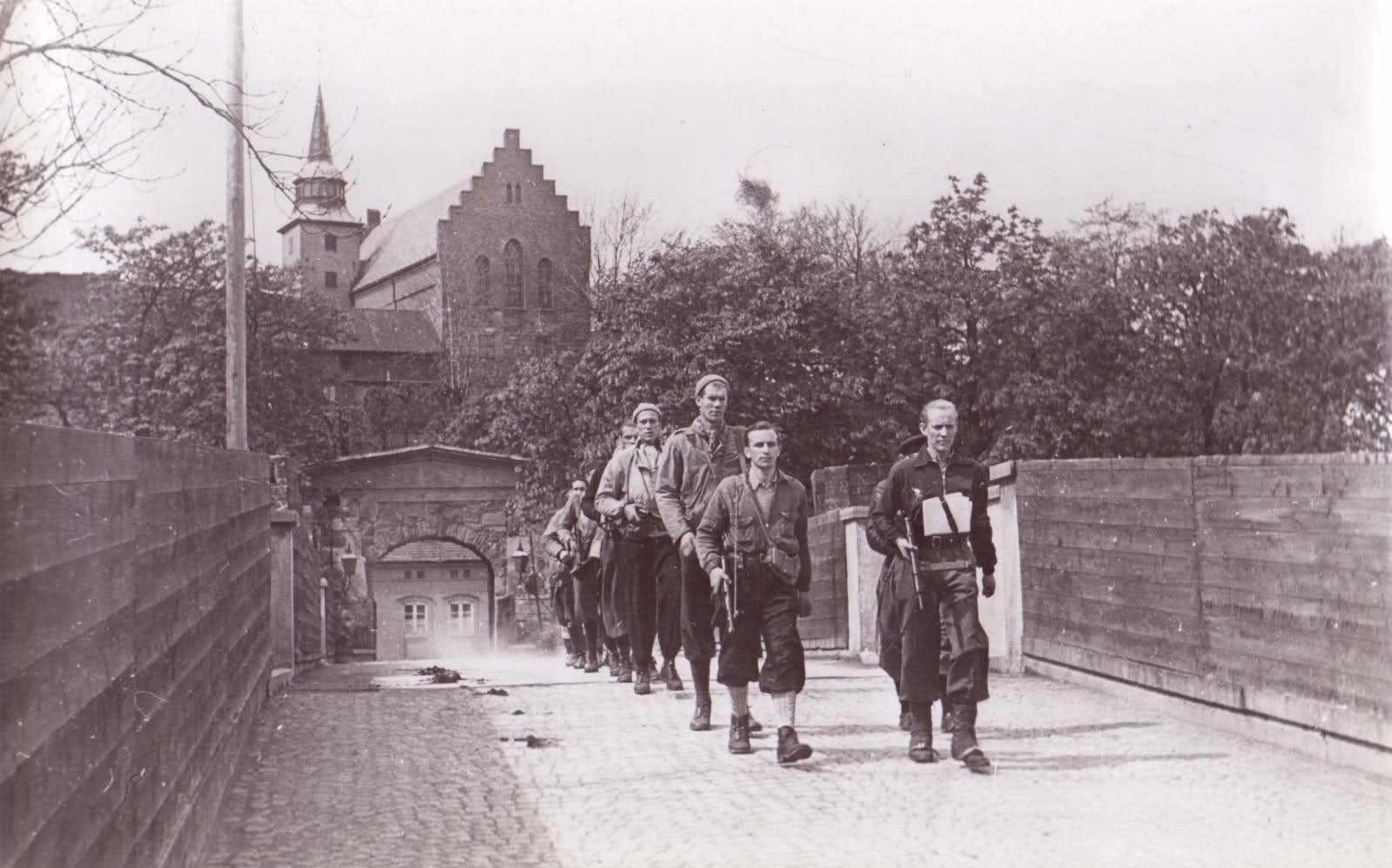
سربازان Milorg در قلعه آکرشوس پس از بازگشت به نروژ در ۱۱ ماه مه ۱۹۴۵

درآوریل سال ۱۹۴۰ با شروع جنگ در نروژ رولم ستوان دوم ارتش بود. دو روز بعد از تهاجم آلمان به این کشور او در ۱۱ آوریل سال ۱۹۴۰ به جبهه تروندلاگ رفت. با فرود آمدن چتربازان آلمانی در منطقه دومباس او نتوانست به جبهه برسد به این دلیل منطقه هامار سفر کرد تا به گردان دوم دراگون بپیوندد. او در این گردان در چندین نبرد علیه عملیات وزرئوبونگ آلمان نازی جنگید و مانع پیشروی آن‌ها شد.
زمانی که دفاع نروژ علیه آلمان‌ها شکست خورد رولم به اسلو برگشت و تحصیلاتش را در یک مدرسه مهندسی ادامه داد. در سال ۱۹۴۱ بعنوان یک مهندس در کارخانه فالکنبرگ استخدام شد و تا سال ۱۹۴۴ در این کارخانه به کار ادامه داد. در این دوره بود که همکاری اش را با جنبش مقاومت نروژ شروع کرد. رولم برای اینکه توسط عناصر امنیتی آلمان شناسایی نشود از خانه‌اش به بلومنهولم نقل مکان کرد و در این محل بود که به‌عنوان فرمانده منطقه سیزدهم مقاومت شروع بکار کرد. او در میان سایر فعالیت‌هایش به داوطلبان مقاومت آموزش می‌داد.
در شب هشتم مه ۱۹۴۵ از طریق رادیو مقاومت مطلع شد که آلمان‌ها شکست خورده‌اند. رولم بلافاصله نیروهایش را برای باز پس‌گیری ساختمان‌های اسلو به پایتخت برد. درگیری سنگین بود و هنوز سربازان نازی در خیابان‌ها حضور داشتند. در اولین روز باز پس‌گیری اسلو شش تن از نیروهای مقاومت جان باختند.

## سالهای بعد از جنگ
رولم تا پایان جنگ در ارتش نروژ انجام وظیفه می‌کرد. در سال ۱۹۴۶ یک سال در آکادمی نظامی نروژ خدمت کرد.

## قلعه آکرشوس
قلعه آکرشوس یک قلعه مربوط به قرون وسطی بود که برای محافظت از اسلو، پایتخت نروژ ساخته شده بود. این قلعه همچنین به عنوان یک کاخ سلطنتی مسکونی و به عنوان یک زندان مورد استفاده قرار گرفته‌است.